# 1997 en sport
Cet article présente les faits marquants de l'année 1997 en sport.

## Automobile
- 22 janvier : Piero Liatti (Italie) enlève le Rallye automobile Monte-Carlo.
- 15 juin :  Michele Alboreto, Stefan Johansson et Tom Kristensen gagnent les 24 heures du Mans sur une TWR-Porsche.
- 26 octobre : Jacques Villeneuve remporte le Championnat du monde de Formule 1 au volant d'une Williams-Renault.
- 25 novembre : le Finlandais Tommi Mäkinen remporte le championnat du monde de rallyes.

## Baseball
- Finale du championnat de France : Saint-Lô bat Montpellier.
- Les Florida Marlins remportent par 4 victoires à 3 les World Series face aux Cleveland Indians.

## Basket-ball
- 10 avril, Euroligue féminine : le CJM Bourges (France) remporte l'Euroligue en battant Wuppertal (Allemagne) en finale, 71- 52
- 20 avril : le CJM Bourges enlève le titre de champion de France féminin pour la troisième fois consécutivement.
- 24 avril, Euroligue : Olympiakos (Grèce) bat le FC Barcelone (Espagne) en finale, 73-58.
- 15 mai : à la surprise générale, le Paris Saint-Germain (basket) est champion de France masculin.
- 13 juin : NBA : les Chicago Bulls remportent le titre NBA face au Utah Jazz par 4 à 2.
- 25 juin : le Français Olivier Saint-Jean/Tariq Abdul-Wahad est drafté par les Sacramento Kings en 11e position.
- 6 juillet : la Yougoslavie est championne d'Europe en s'imposant en finale 61-49 face à l'Italie.
- 11 novembre : Tariq Abdul-Wahad devient le premier Français à jouer en NBA lors du match Sacramento Kings - Miami Heat. En dix minutes Tariq Abdul-Wahad inscrit 2 points.

## Boxe
- 28 juin : à défaut de le dominer sur le ring, Mike Tyson mord l'oreille de son adversaire Evander Holyfield en plein combat.

## Cricket
- L'Australie remporte la série des Ashes face à l'Angleterre par 3 victoires à 2.
- L'Australie enlève la Coupe du monde féminine face à la Nouvelle-Zélande.
- Glamorgan champion d'Angleterre par comté.

## Cyclisme
- 2 mars : le Français Laurent Jalabert remporte la course à étapes Paris-Nice.
- 13 avril : le Français Frédéric Guesdon enlève Paris-Roubaix.
- 8 juin : l'Italien Ivan Gotti remporte le Tour d'Italie.
- 27 juillet : l'Allemand Jan Ullrich s'impose sur le Tour de France.
  - Article de fond : Tour de France 1997
- 28 septembre : le Suisse Alex Zülle s'impose sur le Tour d'Espagne.
- 8 octobre : increvable Jeannie Longo qui remporte un douzième titre de championne de monde féminine à 39 ans dans l'épreuve contre la montre sur route.
- 12 octobre : le Français Laurent Brochard champion du monde sur route sur la course en ligne.
- L'Italien Michele Bartoli remporte le classement final de la Coupe du monde.
- Le Français Laurent Jalabert enlève le classement final UCI 1997.

## Football
- 6 avril : la Juventus humilie le Milan AC 1-6 à San Siro et s'envole vers un nouveau titre de champion d'Italie.
- 4 mai : l'AS Monaco remporte le Championnat de France.
- 6 mai : Manchester United est champion d'Angleterre.
- 14 mai : Barcelone remporte la finale de la Coupe d'Europe des vainqueurs de coupes contre le Paris Saint-Germain. Le seul but du match est inscrit sur pénalty par Ronaldo.
- 18 mai : le King Cantona passe la main ; Éric Cantona annonce son retrait du football.
- 21 mai : Schalke 04 (Allemagne) remporte la Coupe UEFA aux tirs au but contre l'Inter Milan (Italie).
- 28 mai : le Borussia Dortmund remporte la Ligue des champions en s'imposant en finale face à la Juventus par 3 à 1.

## Football américain
- 26 janvier : les Green Bay Packers remportent le Super Bowl XXXI. Les Packers s'imposent 35-21 face aux New England Patriots. Article détaillé : Saison NFL 1996
- 21 juin : NFL Europe, World Bowl V : Rhein Fire (Allemagne) 24, Barcelone Dragons (Espagne) 38.
- Finale du championnat de France : Flash La Courneuve bat Argonautes Aix.
- Eurobowl XI : Hambourg Blue Devils (Allemagne) 35, Bologna Phoenix (Italie) 14.

## Football australien
- Adelaide Crows remporte le championnat AFL australien.

## Football canadien
- Les Argonauts de Toronto gagnent 47-23 face aux Roughriders de la Saskatchewan en Coupe Grey.

## Golf
- 13 avril : Tiger Woods s'impose dans le tournoi des Masters.
- 15 juin : Ernie Els remporte le tournoi de l'US Open.
- 20 juillet : Justin Leonard gagne le tournoi du British Open.
- 17 août : Davis Love III remporte le tournoi de l'USPGA.

## Hockey sur glace
- Coupe Magnus : Brest champion de France.
- SC Berne champion de Suisse.
- 14 mai : Team Canada remporte le championnat du monde en s'imposant en finale contre la Suède.
- Les Red Wings de Détroit enlèvent la Coupe Stanley par 4 victoires à zéro sur les Flyers de Philadelphie.

## Jeux méditerranéens
- La treizième édition des Jeux méditerranéens se tient du 13 au 25 juin à Bari (Italie).

## Patinage artistique
- Championnats du monde
  - Hommes : Elvis Stojko, Canada.
  - Femmes : Tara Lipinski, États-Unis.
  - Couples : Mandy Wötzel et Ingo Steuer, Allemagne.

## Rugby à XIII
- 23 mars : à Carcassonne, le XIII Catalan remporte la Coupe de France face à Limoux 25-24 après prolongations.
- 30 mars : à Narbonne, Saint-Estève remporte le Championnat de France face à Villeneuve-sur-Lot 28-24.

## Rugby à XV
- 25 janvier :  finale de la Coupe d'Europe - Le CA Brive , s'impose en finale face aux anglais  de Leicester Tigers (28-9).
- 26 janvier : bouclier européen -  CS Bourgoin-Jallieu 18-9  Castres olympique
- 22 février : le champion d'Europe,  CA Brive, reçoit le vainqueur du Super 12, Auckland de  Nouvelle-Zélande. L'hémisphère Sud l'emporte  47 à 11
- 15 mars : le XV de France remporte le Tournoi des 5 nations en signant un grand chelem.
- 31 mai : le Stade toulousain est champion de France pour la quatrième fois consécutive.

## Ski alpin
- Championnats du monde à Sestrières (Italie) : la Norvège remporte 6 médailles, dont 3 d'or.
- Coupe du monde
  - Le Français Luc Alphand remporte le classement général de la Coupe du monde.
  - La Suédoise Pernilla Wiberg remporte le classement général de la coupe du monde féminine.

## Tennis
- 25 - 26 janvier, Open d'Australie : Pete Sampras s'impose dans le tableau masculin et Martina Hingis fait de même chez les femmes.
- 31 mars : Martina Hingis devient la plus jeune no 1 mondial (record en cours, septembre 2018).
- 7 - 8 juin, Roland Garros : Gustavo Kuerten remporte le tournoi masculin, Iva Majoli enlève le tournoi féminin.
- 5 - 6 juillet, Wimbledon : Pete Sampras gagne le tournoi masculin, Martina Hingis s'impose chez lres femmes.
- 6 - 7 septembre, US Open : Patrick Rafter remporte le tournoi masculin, Martina Hingis gagne chez les femmes.
- 5 octobre, Fed Cup : la France remporte la Fed Cup face aux Pays-Bas (4-1).
- 30 novembre, Coupe Davis : la Suède s'impose 5-0 sur les États-Unis en finale.
  - Article détaillé : Coupe Davis 1997

## Voile
- Le navigateur Christophe Auguin remporte le tour du monde en solitaire sans escale, lors de la 3e édition du Vendée Globe en 105 j 20 h 31 min, sur le monocoques IMOCA Geodis.

## Volley-ball
- 14 septembre : les Pays-Bas remportent les championnats d'Europe en s'imposant en finale contre la Yougoslavie, 3 manches à 1.

## Naissances
- 14 janvier : Cedric Teuchert, footballeur allemand.
- 21 février : Rachele Barbieri, coureuse cycliste italienne.
- 2 mars : Arike Ogunbowale, basketteuse américaine.
- 19 mars : Rūta Meilutytė, nageuse lituanienne.
- 12 avril : Katelyn Ohashi, gymnaste américaine.
- 17 avril : Dmitriy Lankin, gymnaste artistique russe.
- 18 avril : Tatiana Kudashova, taekwondoïste russe.
- 24 avril : Veronika Kudermetova, joueuse de tennis russe.
- 25 avril : Boris Buša, joueur serbe de volley-ball.
- 7 mai : Daria Kasatkina, joueuse de tennis russe.
- 21 mai : Sydney Pickrem, nageuse canadienne.
- 23 mai : Cassandre Beaugrand, triathlète française.
- 28 juin : Jaouad Darib, joueur marocain naturalisé néerlandais de basket-ball.
- 8 août : Maria Tolkacheva, gymnaste rythmique russe.
- 21 août : Sivert Wiig, fondeur norvégien.
- 14 septembre : Phannapa Harnsujin, taekwondoïste thaïlandaise.
- 17 septembre : Emma Hinze, coureuse cycliste allemande.
- 30 septembre :
  - Yana Kudryavtseva, gymnaste rythmique russe.
  - Max Verstappen, pilote automobile belgo-néerlandais.
- 16 octobre : Naomi Osaka, joueuse de tennis haitiano-japonaise.
- 29 octobre : Fouad Aghnima, joueur international allemand de futsal.
- 20 novembre : Robeilys Peinado, athlète vénézuélienne.
- 6 décembre : Sabrina Ionescu, basketteuse américaine.
- 22 décembre : Mirko Garčević, joueur international monténégrin de rugby à XV.
- Date non précisée :
  - Hasani Hennis, coureur cycliste anguillais.

## Décès
- 8 janvier : Gerry Roufs, skipper (voile) canadien.
- 19 janvier : Robert Chapatte, 74 ans, coureur cycliste français, puis journaliste sportif.
- 20 mars : Tony Zale, 83 ans, boxeur américain. (° 29 mai 1913).
- 29 mars : Roger Rocher, 76 ans, dirigeant de football français, président de l'ASSE de 1961 à 1981. (° 6 février 1920).
- 2 juin :
  - Nikolaï Ozerov, jouer de tennis et commentateur sportif soviétique. (° 11 décembre 1922).
  - Helen Jacobs, 88 ans, joueuse américaine de tennis. (° 6 août 1908).
- 18 juin : Hector Yazalde, 51 ans, footballeur argentin. (° 29 mai 1946).
- 20 juin : John Akii-Bua, 47 ans, athlète ougandais, champion olympique du 400 mètres haies aux Jeux de Munich. (° 3 décembre 1949).
- 25 juillet : Ben Hogan, 84 ans, golfeur américain. (° 13 août 1912).
- 9 septembre : Richie Ashburn, (Baseball É.-U.).
- 31 octobre : Bram Appel, 76 ans, footballeur néerlandais. (° 30 octobre 1921)
- 1er novembre : Roger Marche, 73 ans, footballeur français. (° 5 mars 1924)
- 9 novembre :
  - Helenio Herrera, 80 ans, footballeur franco-argentin, puis entraîneur mythique de clubs en Italie. (° 17 avril 1916).
  - Paul Haghedooren, 38 ans, coureur cycliste belge. (° 11 octobre 1959).
- 11 novembre : Rod Milburn, 47 ans, athlète américain, champion olympique du 110 mètres haies aux Jeux olympiques de 1972 à Munich. (° 18 mai 1950).
- 13 novembre : James Couttet, 76 ans, skieur alpin français. (° 18 juillet 1921).
- 14 novembre : Eddie Arcaro, 81 ans, jockey américain. (° 19 février 1916).
- 17 novembre : Nelson Paillou, 73 ans, handballeur français qui a été président du Comité national olympique et sportif français. (° 6 janvier 1924).
- 7 décembre : Billy Bremner, 55 ans, footballeur écossais.